# Plateau de Kemabu
Le plateau de Kemabu est un plateau situé en Nouvelle-Guinée, en Indonésie. Il s'élève à environ 3 500 mètres d'altitude au nord du Puncak Jaya.